# NBA Playoffs 1985
Gli NBA Playoffs 1985 si conclusero con la vittoria dei Los Angeles Lakers (campioni della Western conference) che sconfissero i campioni della Eastern Conference, i Boston Celtics.

## Squadre qualificate

### Eastern Conference
1. Boston Celtics
2. Milwaukee Bucks
3. Philadelphia 76ers
4. Detroit Pistons
5. N.J. Nets
6. Washington Bullets
7. Chicago Bulls
8. Cleveland Cavaliers

### Western Conference
1. L.A. Lakers
2. Denver Nuggets
3. Houston Rockets
4. Dallas Mavericks
5. Portland T. Blazers
6. Utah Jazz
7. San Antonio Spurs
8. Phoenix Suns

## Tabellone
|  | Primo turno | Primo turno         | Primo turno         |                    |                    | Semifinali di conference | Semifinali di conference | Semifinali di conference |  |   | Finali di conference | Finali di conference | Finali di conference |  |    | Finali NBA    | Finali NBA | Finali NBA |
|  |             |                     |                     |                    |                    |                          |                          |                          |  |   |                      |                      |                      |  |    |               |            |            |
|  | 1           | L.A. Lakers *       | 3                   |                    |                    |                          |                          |                          |  |   |                      |                      |                      |  |    |               |            |            |
|  | 8           | Phoenix Suns        | 0                   |                    |                    |                          |                          |                          |  |   |                      |                      |                      |  |    |               |            |            |
|  | 8           | Phoenix Suns        | 0                   |                    | 1                  | L.A. Lakers *            | 4                        |                          |  |   |                      |                      |                      |  |    |               |            |            |
|  |             |                     |                     |                    | 1                  | L.A. Lakers *            | 4                        |                          |  |   |                      |                      |                      |  |    |               |            |            |
|  |             | 5                   | Portland T. Blazers | 1                  |                    |                          |                          |                          |  |   |                      |                      |                      |  |    |               |            |            |
|  | 4           | 5                   | Portland T. Blazers | 1                  | Dallas Mavericks   | 1                        |                          |                          |  |   |                      |                      |                      |  |    |               |            |            |
|  | 4           |                     |                     |                    | Dallas Mavericks   | 1                        |                          |                          |  |   |                      |                      |                      |  |    |               |            |            |
|  | 5           | Portland T. Blazers | 3                   |                    |                    |                          |                          |                          |  |   |                      |                      |                      |  |    |               |            |            |
|  | 5           | Portland T. Blazers | 3                   |                    |                    |                          |                          |                          |  | 1 | L.A. Lakers *        | 4                    |                      |  |    |               |            |            |
|  |             |                     |                     | Western Conference |                    |                          |                          |                          |  | 1 | L.A. Lakers *        | 4                    |                      |  |    |               |            |            |
|  |             | 2                   | Denver Nuggets *    | 1                  |                    |                          |                          |                          |  |   |                      |                      |                      |  |    |               |            |            |
|  | 3           | 2                   | Denver Nuggets *    | 1                  | Houston Rockets    | 2                        |                          |                          |  |   |                      |                      |                      |  |    |               |            |            |
|  | 3           |                     |                     |                    | Houston Rockets    | 2                        |                          |                          |  |   |                      |                      |                      |  |    |               |            |            |
|  | 6           | Utah Jazz           | 3                   |                    |                    |                          |                          |                          |  |   |                      |                      |                      |  |    |               |            |            |
|  | 6           | Utah Jazz           | 3                   |                    | 6                  | Utah Jazz                | 1                        |                          |  |   |                      |                      |                      |  |    |               |            |            |
|  |             |                     |                     |                    | 6                  | Utah Jazz                | 1                        |                          |  |   |                      |                      |                      |  |    |               |            |            |
|  |             | 2                   | Denver Nuggets *    | 4                  |                    |                          |                          |                          |  |   |                      |                      |                      |  |    |               |            |            |
|  | 2           | 2                   | Denver Nuggets *    | 4                  | Denver Nuggets *   | 3                        |                          |                          |  |   |                      |                      |                      |  |    |               |            |            |
|  | 2           |                     |                     |                    | Denver Nuggets *   | 3                        |                          |                          |  |   |                      |                      |                      |  |    |               |            |            |
|  | 7           | San Antonio Spurs   | 2                   |                    |                    |                          |                          |                          |  |   |                      |                      |                      |  |    |               |            |            |
|  | 7           | San Antonio Spurs   | 2                   |                    |                    |                          |                          |                          |  |   |                      |                      |                      |  | W1 | L.A. Lakers * | 4          |            |
|  |             |                     |                     |                    |                    |                          |                          |                          |  |   |                      |                      |                      |  | W1 | L.A. Lakers * | 4          |            |
|  |             | E1                  | Boston Celtics *    | 2                  |                    |                          |                          |                          |  |   |                      |                      |                      |  |    |               |            |            |
|  | 1           | E1                  | Boston Celtics *    | 2                  | Boston Celtics *   | 3                        |                          |                          |  |   |                      |                      |                      |  |    |               |            |            |
|  | 1           |                     |                     |                    | Boston Celtics *   | 3                        |                          |                          |  |   |                      |                      |                      |  |    |               |            |            |
|  | 8           | Cleveland Cavaliers | 1                   |                    |                    |                          |                          |                          |  |   |                      |                      |                      |  |    |               |            |            |
|  | 8           | Cleveland Cavaliers | 1                   |                    | 1                  | Boston Celtics *         | 4                        |                          |  |   |                      |                      |                      |  |    |               |            |            |
|  |             |                     |                     |                    | 1                  | Boston Celtics *         | 4                        |                          |  |   |                      |                      |                      |  |    |               |            |            |
|  |             | 4                   | Detroit Pistons     | 2                  |                    |                          |                          |                          |  |   |                      |                      |                      |  |    |               |            |            |
|  | 4           | 4                   | Detroit Pistons     | 2                  | Detroit Pistons    | 3                        |                          |                          |  |   |                      |                      |                      |  |    |               |            |            |
|  | 4           |                     |                     |                    | Detroit Pistons    | 3                        |                          |                          |  |   |                      |                      |                      |  |    |               |            |            |
|  | 5           | N.J. Nets           | 0                   |                    |                    |                          |                          |                          |  |   |                      |                      |                      |  |    |               |            |            |
|  | 5           | N.J. Nets           | 0                   |                    |                    |                          |                          |                          |  | 1 | Boston Celtics *     | 4                    |                      |  |    |               |            |            |
|  |             |                     |                     | Eastern Conference |                    |                          |                          |                          |  | 1 | Boston Celtics *     | 4                    |                      |  |    |               |            |            |
|  |             | 3                   | Philadelphia 76ers  | 1                  |                    |                          |                          |                          |  |   |                      |                      |                      |  |    |               |            |            |
|  | 3           | 3                   | Philadelphia 76ers  | 1                  | Philadelphia 76ers | 3                        |                          |                          |  |   |                      |                      |                      |  |    |               |            |            |
|  | 3           |                     |                     |                    | Philadelphia 76ers | 3                        |                          |                          |  |   |                      |                      |                      |  |    |               |            |            |
|  | 6           | Washington Bullets  | 1                   |                    |                    |                          |                          |                          |  |   |                      |                      |                      |  |    |               |            |            |
|  | 6           | Washington Bullets  | 1                   |                    | 3                  | Philadelphia 76ers       | 4                        |                          |  |   |                      |                      |                      |  |    |               |            |            |
|  |             |                     |                     |                    | 3                  | Philadelphia 76ers       | 4                        |                          |  |   |                      |                      |                      |  |    |               |            |            |
|  |             | 2                   | Milwaukee Bucks *   | 0                  |                    |                          |                          |                          |  |   |                      |                      |                      |  |    |               |            |            |
|  | 2           | 2                   | Milwaukee Bucks *   | 0                  | Milwaukee Bucks *  | 3                        |                          |                          |  |   |                      |                      |                      |  |    |               |            |            |
|  | 2           |                     |                     |                    | Milwaukee Bucks *  | 3                        |                          |                          |  |   |                      |                      |                      |  |    |               |            |            |
|  | 7           | Chicago Bulls       | 1                   |                    |                    |                          |                          |                          |  |   |                      |                      |                      |  |    |               |            |            |

Legenda
- * Vincitore Division
- "Grassetto" Vincitore serie
- "Corsivo" Squadra con fattore campo

## Eastern Conference

### Primo turno

#### (1) Boston Celtics - (8) Cleveland Cavaliers
RISULTATO FINALE: 3-1
| Arbitri: | Wally Rooney Hugh Evans |

|               |          |              |
| L. Bird 40    | Punti    | R. Hinson 24 |
| D. Johnson 11 | Assist   | J. Bagley 11 |
| K. McHale 12  | Rimbalzi | R. Hinson 11 |

| Arbitri: | Jake O'Donnell Ed Middleton |

|                       |          |               |
| L. Bird 30            | Punti    | W. B. Free 25 |
| L. Bird 7             | Assist   | W. B. Free 7  |
| L. Bird, R. Parish 11 | Rimbalzi | R. Hinson 6   |

| Arbitri: | Tom Nunez Jess Kersey |

|               |          |               |
| W. B. Free 32 | Punti    | S. Wedman 30  |
| J. Bagley 15  | Assist   | D. Johnson 10 |
| R. Hinson 9   | Rimbalzi | K. McHale 11  |

| Arbitri: | Ed T. Rush Hue Hollins |

|               |          |            |
| W. B. Free 30 | Punti    | L. Bird 34 |
| J. Bagley 10  | Assist   | L. Bird 7  |
| L. Shelton 8  | Rimbalzi | L. Bird 14 |

PRECEDENTI IN REGULAR SEASON
| Regular Season 1984-85 | Boston Celtics | 6 – 0 | Cleveland Cavaliers | Referto 1 - Referto 2 - Referto 3 - Referto 4, Referto 5 - Referto 6 |
| Cleveland Cavaliers 104 Boston Celtics 122 Boston Celtics 113 Cleveland Cavaliers 96 Boston Celtics 129 Cleveland Cavaliers 115 Punti 110 Boston Celtics 99 Cleveland Cavaliers 108 Cleveland Cavaliers 119 Boston Celtics 117 Cleveland Cavaliers 121 Boston Celtics |                | |                     |                                                                      |
| |                | |                     |                                                                      |
| Cleveland Cavaliers 104 Boston Celtics 122 Boston Celtics 113 Cleveland Cavaliers 96 Boston Celtics 129 Cleveland Cavaliers 115 | Punti          | 110 Boston Celtics 99 Cleveland Cavaliers 108 Cleveland Cavaliers 119 Boston Celtics 117 Cleveland Cavaliers 121 Boston Celtics |                     |                                                                      |

PRECEDENTI NEI PLAYOFF
|  | Boston Celtics (1976) | 1 – 0 | Cleveland Cavaliers |  |

#### (2) Milwaukee Bucks - (7) Chicago Bulls
RISULTATO FINALE: 3-1
| Arbitri: | Hugh Evans Mike Mathis |

|                |          |                 |
| S. Moncrief 30 | Punti    | Q. Dailey 25    |
| P. Pressey 9   | Assist   | M. Jordan 10    |
| P. Mokeski 10  | Rimbalzi | D. Greenwood 13 |

| Arbitri: | Joey Crawford Ed T. Rush |

|                |          |              |
| T. Cummings 30 | Punti    | M. Jordan 30 |
| T. Cummings 11 | Assist   | M. Jordan 12 |
| T. Cummings 9  | Rimbalzi | J. Oldham 9  |

| Arbitri: | Hue Hollins Jess Kersey |

|              |          |                           |
| M. Jordan 35 | Punti    | T. Cummings 37            |
| M. Jordan 7  | Assist   | S. Moncrief, P. Pressey 5 |
| S. Green 9   | Rimbalzi | T. Cummings 9             |

| Arbitri: | Darell Garretson Tommy Nunez Sr. |

|              |          |                |
| M. Jordan 29 | Punti    | T. Cummings 29 |
| M. Jordan 5  | Assist   | P. Pressey 4   |
| D. Corzine 9 | Rimbalzi | T. Cummings 12 |

PRECEDENTI IN REGULAR SEASON
| Regular Season 1984-85 | Milwaukee Bucks | 3 – 3 | Chicago Bulls | Referto 1 - Referto 2 - Referto 3 - Referto 4, Referto 5 - Referto 6 |
| Milwaukee Bucks 108 Chicago Bulls 116 Milwaukee Bucks 108 Chicago Bulls 106 Milwaukee Bucks 125 (1 t.s.) Chicago Bulls 119 Punti 106 Chicago Bulls 110 Milwaukee Bucks 98 Chicago Bulls 101 Milwaukee Bucks 105 Chicago Bulls 117 Milwaukee Bucks |                 | |               |                                                                      |
| |                 | |               |                                                                      |
| Milwaukee Bucks 108 Chicago Bulls 116 Milwaukee Bucks 108 Chicago Bulls 106 Milwaukee Bucks 125 (1 t.s.) Chicago Bulls 119 | Punti           | 106 Chicago Bulls 110 Milwaukee Bucks 98 Chicago Bulls 101 Milwaukee Bucks 105 Chicago Bulls 117 Milwaukee Bucks |               |                                                                      |

PRECEDENTI NEI PLAYOFF
|  | Milwaukee Bucks (1974) | 1 – 0 | Chicago Bulls |  |

#### (3) Philadelphia 76ers - (6) Washington Bullets
RISULTATO FINALE: 3-1
| Arbitri: | Jake O'Donnell Paul Mihalak |

|               |          |                |
| M. Malone 26  | Punti    | C. Robinson 24 |
| M. Cheeks 6   | Assist   | G. Williams 8  |
| C. Barkley 12 | Rimbalzi | J. Ruland 10   |

| Arbitri: | Mike Mathis Hugh Evans |

|                          |          |                |
| A. Toney 31              | Punti    | J. Malone 30   |
| M. Cheeks 5              | Assist   | D. Daye 9      |
| C. Barkley, M. Malone 14 | Rimbalzi | C. Robinson 11 |

| Arbitri: | John Vanak James Capers Sr. |

|                                      |          |               |
| G. Williams 28                       | Punti    | M. Malone 17  |
| J. Ruland, F. Johnson 5              | Assist   | A. Toney 5    |
| J. Ruland, C. Robinson, G. Ballard 7 | Rimbalzi | C. Barkley 11 |

| Arbitri: | Jess Kersey Bill Oakes |

|              |          |                 |
| J. Malone 24 | Punti    | J. Erving 25    |
| J. Ruland 7  | Assist   | C. Richardson 4 |
| J. Ruland 10 | Rimbalzi | C. Barkley 14   |

PRECEDENTI IN REGULAR SEASON
| Regular Season 1984-85 | Philadelphia 76ers | 4 – 2 | Washington Bullets | Referto 1 - Referto 2 - Referto 3 - Referto 4, Referto 5 - Referto 6 |
| Philadelphia 76ers 105 Washington Bullets 89 Washington Bullets 104 Philadelphia 76ers 116 Philadelphia 76ers 115 Washington Bullets 118 Punti 120 Washington Bullets 93 Philadelphia 76ers 115 Philadelphia 76ers 111 Washington Bullets 97 Washington Bullets 106 Philadelphia 76ers |                    | |                    |                                                                      |
| |                    | |                    |                                                                      |
| Philadelphia 76ers 105 Washington Bullets 89 Washington Bullets 104 Philadelphia 76ers 116 Philadelphia 76ers 115 Washington Bullets 118 | Punti              | 120 Washington Bullets 93 Philadelphia 76ers 115 Philadelphia 76ers 111 Washington Bullets 97 Washington Bullets 106 Philadelphia 76ers |                    |                                                                      |

PRECEDENTI NEI PLAYOFF
|  | Philadelphia 76ers (1980) | 1 – 2 | Washington Bullets (1971, 1978) |  |

#### (4) Detroit Pistons - (5) New Jersey Nets
RISULTATO FINALE: 3-0
| Arbitri: | John Vanak Hue Hollins |

|                |          |                      |
| B. Laimbeer 23 | Punti    | B. Williams 23       |
| I. Thomas 11   | Assist   | M. Ray Richardson 10 |
| B. Laimbeer 13 | Rimbalzi | B. Williams 9        |

| Arbitri: | Jake O'Donnell Lee Jones |

|                |          |                      |
| I. Thomas 29   | Punti    | B. Williams 23       |
| I. Thomas 14   | Assist   | M. Ray Richardson 14 |
| B. Laimbeer 12 | Rimbalzi | B. Williams 11       |

| Arbitri: | Ed T. Rush Ed Middleton |

|                         |          |                          |
| A. King, B. Williams 28 | Punti    | T. Tyler 23              |
| M. Ray Richardson 10    | Assist   | I. Thomas 11             |
| B. Williams 12          | Rimbalzi | K. Tripucka, T. Tyler 11 |

PRECEDENTI IN REGULAR SEASON
| Regular Season 1984-85 | Detroit Pistons | 1 – 5 | N.J. Nets | Referto 1 - Referto 2 - Referto 3 - Referto 4, Referto 5 - Referto 6 |
| New Jersey Nets 112 Detroit Pistons 108 New Jersey Nets 107 Detroit Pistons 117 New Jersey Nets 124 Detroit Pistons 103 Punti 97 Detroit Pistons 110 New Jersey Nets 109 Detroit Pistons 119 New Jersey Nets 123 Detroit Pistons 111 New Jersey Nets |                 | |           |                                                                      |
| |                 | |           |                                                                      |
| New Jersey Nets 112 Detroit Pistons 108 New Jersey Nets 107 Detroit Pistons 117 New Jersey Nets 124 Detroit Pistons 103 | Punti           | 97 Detroit Pistons 110 New Jersey Nets 109 Detroit Pistons 119 New Jersey Nets 123 Detroit Pistons 111 New Jersey Nets |           |                                                                      |

PRECEDENTI NEI PLAYOFF

Si è trattata della prima sfida tra le due squadre ai playoff.

### Semifinali

#### (1) Boston Celtics - (4) Detroit Pistons
RISULTATO FINALE: 4-2
| Arbitri: | Earl Strom Paul Mihalak |

|                         |          |                                       |
| R. Parish 27            | Punti    | I. Thomas 23                          |
| D. Ainge, R. Williams 7 | Assist   | I. Thomas 8                           |
| R. Parish 16            | Rimbalzi | D. Roundfield, K. Benson, E Cureton 5 |

| Arbitri: | Hugh Evans Tom Nunez |

|                       |          |                          |
| L. Bird 42            | Punti    | I. Thomas 28             |
| D. Johnson 7          | Assist   | I. Thomas 15             |
| L. Bird, K. McHale 10 | Rimbalzi | I. Thomas, B. Laimbeer 9 |

| Arbitri: | Jess Kersey Mike Mathis |

|                |          |               |
| B. Laimbeer 27 | Punti    | D. Johnson 27 |
| I. Thomas 16   | Assist   | L. Bird 8     |
| B. Laimbeer 13 | Rimbalzi | L. Bird 13    |

| Arbitri: | Lee Jones Darell Garretson |

|                |          |              |
| V. Johnson 34  | Punti    | K. McHale 24 |
| I. Thomas 10   | Assist   | L. Bird 7    |
| B. Laimbeer 12 | Rimbalzi | K. McHale 10 |

| Arbitri: | Jake O'Donnell Wally Rooney |

|                        |          |                |
| L. Bird 43             | Punti    | V. Johnson 30  |
| D. Ainge, D. Johnson 6 | Assist   | I. Thomas 7    |
| L. Bird 13             | Rimbalzi | B. Laimbeer 13 |

| Arbitri: | John Vanak Ed T. Rush |

|                |          |               |
| I. Thomas 37   | Punti    | D. Johnson 22 |
| I. Thomas 9    | Assist   | D. Ainge 9    |
| B. Laimbeer 13 | Rimbalzi | R. Parish 13  |

PRECEDENTI IN REGULAR SEASON
| Regular Season 1984-85 | Boston Celtics | 4 – 2 | Detroit Pistons | Referto 1 - Referto 2 - Referto 3 - Referto 4, Referto 5 - Referto 6 |
| Detroit Pistons 123 Boston Celtics 127 Detroit Pistons 104 Boston Celtics 131 Boston Celtics 138 Detroit Pistons 113 Punti 130 Boston Celtics 116 Detroit Pistons 99 Boston Celtics 130 Detroit Pistons 129 Detroit Pistons 105 Boston Celtics |                | |                 |                                                                      |
| |                | |                 |                                                                      |
| Detroit Pistons 123 Boston Celtics 127 Detroit Pistons 104 Boston Celtics 131 Boston Celtics 138 Detroit Pistons 113 | Punti          | 130 Boston Celtics 116 Detroit Pistons 99 Boston Celtics 130 Detroit Pistons 129 Detroit Pistons 105 Boston Celtics |                 |                                                                      |

PRECEDENTI NEI PLAYOFF
|  | Boston Celtics (1968) | 1 – 0 | Detroit Pistons |  |

#### (2) Milwaukee Bucks - (3) Philadelphia 76ers
RISULTATO FINALE: 0-4
| Arbitri: | Jake O'Donnell Wally Rooney |

|                         |          |              |
| T. Cummings 17          | Punti    | M. Malone 27 |
| P. Pressey, C. Hodges 8 | Assist   | M. Cheeks 9  |
| P. Pressey 10           | Rimbalzi | C. Barkley 8 |

| Arbitri: | Earl Strom Ed Middleton |

|                           |          |              |
| T. Cummings 41            | Punti    | M. Malone 25 |
| P. Pressey 16             | Assist   | M. Cheeks 9  |
| T. Cummings, A. Lister 12 | Rimbalzi | J. Erving 10 |

| Arbitri: | Darell Garretson Joey Crawford |

|                       |          |                          |
| A. Toney 20           | Punti    | T. Cummings 21           |
| A. Toney, M. Cheeks 7 | Assist   | P. Pressey 7             |
| M. Malone 13          | Rimbalzi | T. Cummings, A. Lister 8 |

| Arbitri: | John Vanak Hue Hollins |

|              |          |                            |
| M. Malone 31 | Punti    | S. Moncrief, P. Pressey 25 |
| A. Toney 11  | Assist   | S. Moncrief 8              |
| M. Malone 13 | Rimbalzi | A. Lister 14               |

PRECEDENTI IN REGULAR SEASON
| Regular Season 1984-85 | Milwaukee Bucks | 3 – 3 | Philadelphia 76ers | Referto 1 - Referto 2 - Referto 3 - Referto 4, Referto 5 - Referto 6 |
| Philadelphia 76ers 112 Milwaukee Bucks 111 Philadelphia 76ers 101 Milwaukee Bucks 106 Milwaukee Bucks 116 Philadelphia 76ers 112 Punti 111 Milwaukee Bucks 115 Philadelphia 76ers 104 Milwaukee Bucks 110 Philadelphia 76ers 97 Philadelphia 76ers 131 Milwaukee Bucks |                 | |                    |                                                                      |
| |                 | |                    |                                                                      |
| Philadelphia 76ers 112 Milwaukee Bucks 111 Philadelphia 76ers 101 Milwaukee Bucks 106 Milwaukee Bucks 116 Philadelphia 76ers 112 | Punti           | 111 Milwaukee Bucks 115 Philadelphia 76ers 104 Milwaukee Bucks 110 Philadelphia 76ers 97 Philadelphia 76ers 131 Milwaukee Bucks |                    |                                                                      |

PRECEDENTI NEI PLAYOFF
|  | Milwaukee Bucks (1970) | 1 – 3 | Philadelphia 76ers (1981, 1982, 1983) |  |

### Finale

#### (1) Boston Celtics - (3) Philadelphia 76ers
RISULTATO FINALE: 4-1
| Arbitri: | Earl Strom Hue Hollins |

|              |          |               |
| K. McHale 28 | Punti    | M. Cheeks 27  |
| D. Johnson 8 | Assist   | M. Cheeks 7   |
| R. Parish 13 | Rimbalzi | C. Barkley 12 |

| Arbitri: | Darell Garretson Joey Crawford |

|                       |          |                        |
| L. Bird 24            | Punti    | J. Erving 22           |
| L. Bird, D. Johnson 7 | Assist   | J. Erving, M. Cheeks 7 |
| R. Parish 16          | Rimbalzi | M. Malone 13           |

| Arbitri: | Ed T. Rush Mike Mathis |

|              |          |              |
| A. Toney 26  | Punti    | L. Bird 26   |
| A. Toney 5   | Assist   | D. Ainge 7   |
| M. Malone 16 | Rimbalzi | R. Parish 14 |

| Arbitri: | Jake O'Donnell Jess Kersey |

|               |          |              |
| A. Toney 26   | Punti    | K. McHale 25 |
| J. Erving 6   | Assist   | D. Ainge 8   |
| C. Barkley 20 | Rimbalzi | K. McHale 17 |

| Arbitri: | John Vanak Hugh Evans |

|               |          |                       |
| D. Johnson 23 | Punti    | M. Cheeks 26          |
| D. Johnson 8  | Assist   | M. Cheeks, A. Toney 6 |
| K. McHale 14  | Rimbalzi | M. Malone 15          |

PRECEDENTI IN REGULAR SEASON
| Regular Season 1984-85 | Boston Celtics | 3 – 3 | Philadelphia 76ers | Referto 1 - Referto 2 - Referto 3 - Referto 4, Referto 5 - Referto 6 |
| Boston Celtics 130 Philadelphia 76ers 110 Boston Celtics 113 Philadelphia 76ers 122 Boston Celtics 112 Philadelphia 76ers 113 Punti 119 Philadelphia 76ers 107 Boston Celtics 97 Philadelphia 76ers 104 Boston Celtics 108 Philadelphia 76ers 104 Boston Celtics |                | |                    |                                                                      |
| |                | |                    |                                                                      |
| Boston Celtics 130 Philadelphia 76ers 110 Boston Celtics 113 Philadelphia 76ers 122 Boston Celtics 112 Philadelphia 76ers 113 | Punti          | 119 Philadelphia 76ers 107 Boston Celtics 97 Philadelphia 76ers 104 Boston Celtics 108 Philadelphia 76ers 104 Boston Celtics |                    |                                                                      |

PRECEDENTI NEI PLAYOFF
|  | Boston Celtics (1953, 1957, 1959, 1961, 1965, 1966, 1968, 1969, 1981) | 9 – 8 | Philadelphia 76ers (1954, 1954, 1955, 1956, 1967, 1977, 1980, 1982) |  |

## Western Conference

### Primo turno

#### (1) Los Angeles Lakers - (8) Phoenix Suns
RISULTATO FINALE: 3-0
| Arbitri: | Jess Kersey Bill Oakes |

|                        |          |                |
| M. McGee 22            | Punti    | C. Pittman 22  |
| M. Johnson 19          | Assist   | J. Humphries 8 |
| M. Cooper, B. McAdoo 6 | Rimbalzi | M. Lucas 11    |

| Arbitri: | Darell Garretson Dick Bavetta |

|                          |          |             |
| K. Abdul-Jabbar 24       | Punti    | A. Adams 23 |
| M. Johnson, M. Cooper 12 | Assist   | M. Lucas 6  |
| K. Rambis 7              | Rimbalzi | M. Lucas 9  |

| Arbitri: | Hugh Evans Wally Rooney |

|                       |          |               |
| M. Lucas 26           | Punti    | J. Worthy 23  |
| A. Adams, M. Holton 5 | Assist   | M. Johnson 11 |
| M. Lucas 13           | Rimbalzi | K. Rambis 9   |

PRECEDENTI IN REGULAR SEASON
| Regular Season 1984-85 | L.A. Lakers | 5 – 1 | Phoenix Suns | Referto 1 - Referto 2 - Referto 3 - Referto 4, Referto 5 - Referto 6 |
| Los Angeles Lakers 130 Phoenix Suns 97 Los Angeles Lakers 119 Phoenix Suns 117 Phoenix Suns 112 Los Angeles Lakers 123 Punti 108 Phoenix Suns 102 Los Angeles Lakers 105 Phoenix Suns 105 Los Angeles Lakers 130 Los Angeles Lakers 98 Phoenix Suns |             | |              |                                                                      |
| |             | |              |                                                                      |
| Los Angeles Lakers 130 Phoenix Suns 97 Los Angeles Lakers 119 Phoenix Suns 117 Phoenix Suns 112 Los Angeles Lakers 123 | Punti       | 108 Phoenix Suns 102 Los Angeles Lakers 105 Phoenix Suns 105 Los Angeles Lakers 130 Los Angeles Lakers 98 Phoenix Suns |              |                                                                      |

PRECEDENTI NEI PLAYOFF
|  | L.A. Lakers (1970, 1980, 1982, 1984) | 4 – 0 | Phoenix Suns |  |

#### (2) Denver Nuggets - (7) San Antonio Spurs
RISULTATO FINALE: 3-2
| Arbitri: | Ed T. Rush Bill Saar |

|               |          |                |
| A. English 33 | Punti    | M. Mitchell 23 |
| F. Lever 11   | Assist   | J. Moore 5     |
| E. Turner 8   | Rimbalzi | O. Jones 8     |

| Arbitri: | Jess Kersey Lee Jones |

|               |          |               |
| A. English 29 | Punti    | G. Gervin 41  |
| F. Lever 13   | Assist   | J. Moore 8    |
| W. Cooper 10  | Rimbalzi | A. Gilmore 12 |

| Arbitri: | Darell Garretson Joey Crawford |

|               |          |               |
| G. Gervin 30  | Punti    | A. English 27 |
| J. Moore 9    | Assist   | C. Natt 8     |
| A. Gilmore 14 | Rimbalzi | C. Natt 8     |

| Arbitri: | Earl Strom Mike Mathis |

|                |          |               |
| M. Mitchell 37 | Punti    | A. English 27 |
| J. Moore 16    | Assist   | F. Lever 7    |
| A. Gilmore 13  | Rimbalzi | A. English 8  |

| Arbitri: | John Vanak Ed T. Rush |

|               |          |                           |
| A. English 33 | Punti    | A. Gilmore 19             |
| F. Lever 10   | Assist   | J. Moore 4                |
| C. Natt 10    | Rimbalzi | A. Gilmore, M. Iavaroni 8 |

PRECEDENTI IN REGULAR SEASON
| Regular Season 1984-85 | Denver Nuggets | 3 – 3 | San Antonio Spurs | Referto 1 - Referto 2 - Referto 3 - Referto 4, Referto 5 - Referto 6 |
| San Antonio Spurs 126 San Antonio Spurs 126 Denver Nuggets 130 Denver Nuggets 129 San Antonio Spurs 124 Denver Nuggets 118 Punti 118 Denver Nuggets 105 Denver Nuggets 119 San Antonio Spurs 119 San Antonio Spurs 119 Denver Nuggets 109 San Antonio Spurs |                | |                   |                                                                      |
| |                | |                   |                                                                      |
| San Antonio Spurs 126 San Antonio Spurs 126 Denver Nuggets 130 Denver Nuggets 129 San Antonio Spurs 124 Denver Nuggets 118 | Punti          | 118 Denver Nuggets 105 Denver Nuggets 119 San Antonio Spurs 119 San Antonio Spurs 119 Denver Nuggets 109 San Antonio Spurs |                   |                                                                      |

PRECEDENTI NEI PLAYOFF
|  | Denver Nuggets | 0 – 1 | San Antonio Spurs (1983) |  |

#### (3) Houston Rockets - (6) Utah Jazz
RISULTATO FINALE: 2-3
| Arbitri: | Ed Rush Joey Crawford |

|               |          |               |
| R. Sampson 26 | Punti    | A. Dantley 34 |
| L. Hollins 7  | Assist   | R. Green 10   |
| R. Sampson 24 | Rimbalzi | T. Bailey 10  |

| Arbitri: | John Vanak Wally Rooney |

|                      |          |                         |
| L. Lloyd 27          | Punti    | J. Wilkins 22           |
| L. Lloyd, J. Lucas 6 | Assist   | J. Stockton, R. Green 6 |
| R. Sampson 14        | Rimbalzi | J. Wilkins 12           |

| Arbitri: | Earl Strom Mike Mathis |

|                           |          |                |
| A. Dantley 29             | Punti    | H. Olajuwon 26 |
| R. Green 10               | Assist   | J. Lucas 7     |
| J. Stockton, T. Bailey 11 | Rimbalzi | H. Olajuwon 16 |

| Arbitri: | Jake O'Donnell Joey Crawford |

|              |          |                            |
| R. Green 22  | Punti    | H. Olajuwon, R. Sampson 18 |
| R. Green 11  | Assist   | J. Lucas 5                 |
| T. Bailey 12 | Rimbalzi | R. Sampson 18              |

| Arbitri: | Darell Garretson Hugh Evans |

|                |          |               |
| H. Olajuwon 32 | Punti    | A. Dantley 25 |
| H. Olajuwon 14 | Assist   | R. Green 6    |
| R. Sampson 10  | Rimbalzi | M. Eaton 10   |

PRECEDENTI IN REGULAR SEASON
| Regular Season 1984-85 | Houston Rockets | 3 – 3                                                                                            | Utah Jazz | Referto 1 - Referto 2 - Referto 3 - Referto 4, Referto 5 - Referto 6 |
| Utah Jazz 111 Utah Jazz 121 Houston Rockets 120 Utah Jazz 115 Houston Rockets 90 Houston Rockets 106 Punti 98 Houston Rockets 92 Houston Rockets 95 Utah Jazz 119 Houston Rockets 94 Utah Jazz 96 Utah Jazz |                 |                                                                                                  |           |                                                                      |
| |                 |                                                                                                  |           |                                                                      |
| Utah Jazz 111 Utah Jazz 121 Houston Rockets 120 Utah Jazz 115 Houston Rockets 90 Houston Rockets 106 | Punti           | 98 Houston Rockets 92 Houston Rockets 95 Utah Jazz 119 Houston Rockets 94 Utah Jazz 96 Utah Jazz |           |                                                                      |

PRECEDENTI NEI PLAYOFF

Si è trattata della prima sfida tra le due squadre ai playoff.

#### (4) Dallas Mavericks - (5) Portland Trail Blazers
RISULTATO FINALE: 1-3
| Arbitri: | Lee Jones Darell Garretson |

|                |          |                  |
| R. Blackman 43 | Punti    | K. Vandeweghe 25 |
| R. Blackman 6  | Assist   | D. Valentine 13  |
| M. Aguirre 14  | Rimbalzi | S. Bowie 14      |

| Arbitri: | John Vanak Hue Hollins |

|                |          |                  |
| R. Blackman 41 | Punti    | K. Vandeweghe 27 |
| D. Harper 8    | Assist   | C. Drexler 12    |
| S. Perkins 19  | Rimbalzi | S. Bowie 20      |

| Arbitri: | Jake O'Donnell Paul Mihalak |

|                  |          |                            |
| K. Vandeweghe 24 | Punti    | M. Aguirre, R. Blackman 30 |
| C. Drexler 10    | Assist   | B. Davis 5                 |
| S. Bowie 11      | Rimbalzi | S. Perkins, J. Vincent 9   |

| Arbitri: | Hugh Evans Wally Rooney |

|                  |          |               |
| K. Vandeweghe 27 | Punti    | M. Aguirre 39 |
| D. Valentine 9   | Assist   | B. Davis 8    |
| K. Carr 10       | Rimbalzi | S. Perkins 10 |

PRECEDENTI IN REGULAR SEASON
| Regular Season 1984-85 | Dallas Mavericks | 4 – 1 | Portland T. Blazers | Referto 1 - Referto 2 - Referto 3 - Referto 4, Referto 5 |
| Portland Trail Blazers 94 Portland Trail Blazers 102 Dallas Mavericks 124 Dallas Mavericks 104 Portland Trail Blazers 131 Punti 101 Dallas Mavericks 108 Dallas Mavericks 101 Portland Trail Blazers 98 Portland Trail Blazers 111 Dallas Mavericks |                  | |                     |                                                          |
| |                  | |                     |                                                          |
| Portland Trail Blazers 94 Portland Trail Blazers 102 Dallas Mavericks 124 Dallas Mavericks 104 Portland Trail Blazers 131 | Punti            | 101 Dallas Mavericks 108 Dallas Mavericks 101 Portland Trail Blazers 98 Portland Trail Blazers 111 Dallas Mavericks |                     |                                                          |

PRECEDENTI NEI PLAYOFF

Si è trattata della prima sfida tra le due squadre ai playoff.

### Semifinali

#### (1) Los Angeles Lakers - (5) Portland Trail Blazers
RISULTATO FINALE: 4-1
| Arbitri: | Ed T. Rush Lee Jones |

|               |          |              |
| B. Scott 20   | Punti    | S. Colter 26 |
| M. Johnson 12 | Assist   | S. Colter 8  |
| K. Rambis 14  | Rimbalzi | K. Carr 10   |

| Arbitri: | Hue Hollins John Vanak |

|               |          |                  |
| B. Scott 31   | Punti    | K. Vandeweghe 23 |
| M. Johnson 18 | Assist   | D. Valentine 9   |
| M. Johnson 9  | Rimbalzi | K. Carr 12       |

| Arbitri: | Jake O'Donnell Wally Rooney |

|                  |          |                              |
| K. Vandeweghe 27 | Punti    | J. Worthy 28                 |
| C. Drexler 14    | Assist   | M. Johnson 23                |
| C. Drexler 11    | Rimbalzi | K. Abdul-Jabbar, B. McAdoo 9 |

| Arbitri: | Earl Strom Mike Mathis |

|                               |          |                    |
| K. Vandeweghe, M. Thompson 17 | Punti    | M. Johnson 31      |
| C. Drexler 10                 | Assist   | M. Johnson 13      |
| M. Thompson 10                | Rimbalzi | K. Abdul-Jabbar 17 |

| Arbitri: | Hugh Evans Joey Crawford |

|               |          |               |
| M. Johnson 34 | Punti    | J. Kersey 18  |
| M. Johnson 19 | Assist   | C. Drexler 12 |
| M. Johnson 9  | Rimbalzi | K. Carr 11    |

PRECEDENTI IN REGULAR SEASON
| Regular Season 1984-85 | L.A. Lakers | 5 – 1 | Portland T. Blazers | Referto 1 - Referto 2 - Referto 3 - Referto 4, Referto 5 - Referto 6 |
| Los Angeles Lakers 124 Portland Trail Blazers 126 Los Angeles Lakers 120 Portland Trail Blazers 106 (1 t.s.) Portland Trail Blazers 116 (1 t.s.) Los Angeles Lakers 135 Punti 116 Portland Trail Blazers 130 Los Angeles Lakers 95 Portland Trail Blazers 122 Los Angeles Lakers 113 Los Angeles Lakers 133 Portland Trail Blazers |             | |                     |                                                                      |
| |             | |                     |                                                                      |
| Los Angeles Lakers 124 Portland Trail Blazers 126 Los Angeles Lakers 120 Portland Trail Blazers 106 (1 t.s.) Portland Trail Blazers 116 (1 t.s.) Los Angeles Lakers 135 | Punti       | 116 Portland Trail Blazers 130 Los Angeles Lakers 95 Portland Trail Blazers 122 Los Angeles Lakers 113 Los Angeles Lakers 133 Portland Trail Blazers |                     |                                                                      |

PRECEDENTI NEI PLAYOFF
|  | L.A. Lakers (1983) | 1 – 1 | Portland T. Blazers (1977) |  |

#### (2) Denver Nuggets - (6) Utah Jazz
RISULTATO FINALE: 4-1
| Arbitri: | Lee Jones Jess Kersey |

|               |          |                         |
| A. English 31 | Punti    | A. Dantley 28           |
| F. Lever 18   | Assist   | R. Green 6              |
| F. Lever 16   | Rimbalzi | A. Dantley, R. Kelley 9 |

| Arbitri: | Jake O'Donnell Bill Oakes |

|               |          |               |
| A. English 26 | Punti    | R. Green 25   |
| A. English 12 | Assist   | R. Green 10   |
| F. Lever 13   | Rimbalzi | A. Dantley 14 |

| Arbitri: | Ed T. Rush Mike Mathis |

|               |          |                        |
| A. Dantley 32 | Punti    | C. Natt 30             |
| R. Green 7    | Assist   | A. English, F. Lever 5 |
| T. Bailey 14  | Rimbalzi | M. Evans 8             |

| Arbitri: | Joey Crawford Hugh Evans |

|                |          |               |
| A. Dantley 33  | Punti    | A. English 40 |
| J. Stockton 10 | Assist   | C. Natt 10    |
| R. Kelley 8    | Rimbalzi | W. Cooper 14  |

| Arbitri: | Earl Strom Hue Hollins |

|               |          |              |
| A. English 30 | Punti    | R. Green 22  |
| A. English 6  | Assist   | R. Green 7   |
| W. Cooper 11  | Rimbalzi | R. Kelley 11 |

PRECEDENTI IN REGULAR SEASON
| Regular Season 1984-85 | Denver Nuggets | 4 – 2                                                                                            | Utah Jazz | Referto 1 - Referto 2 - Referto 3 - Referto 4, Referto 5 - Referto 6 |
| Denver Nuggets 147 Utah Jazz 116 Denver Nuggets 118 Utah Jazz 118 Utah Jazz 100 Denver Nuggets 104 Punti 135 Utah Jazz 97 Denver Nuggets 111 Utah Jazz 108 Denver Nuggets 104 Denver Nuggets 89 Utah Jazz |                |                                                                                                  |           |                                                                      |
| |                |                                                                                                  |           |                                                                      |
| Denver Nuggets 147 Utah Jazz 116 Denver Nuggets 118 Utah Jazz 118 Utah Jazz 100 Denver Nuggets 104 | Punti          | 135 Utah Jazz 97 Denver Nuggets 111 Utah Jazz 108 Denver Nuggets 104 Denver Nuggets 89 Utah Jazz |           |                                                                      |

PRECEDENTI NEI PLAYOFF
|  | Denver Nuggets | 0 – 1 | Utah Jazz (1984) |  |

PRECEDENTI NEI PLAYOFF ABA
|  | Denver Nuggets (1975) | 1 – 1 | Utah Stars (1970) |  |

### Finale

#### (1) Los Angeles Lakers - (2) Denver Nuggets
RISULTATO FINALE: 4-1
| Arbitri: | Lee Jones Jess Kersey |

|                                         |          |               |
| B. Scott 27                             | Punti    | A. English 30 |
| M. Johnson 16                           | Assist   | M. Evans 11   |
| K. Abdul-Jabbar, M. Cooper, K. Rambis 7 | Rimbalzi | D. Issel 8    |

| Arbitri: | Jake O'Donnell Art Rooney |

|               |          |               |
| B. Scott 22   | Punti    | A. English 40 |
| M. Johnson 15 | Assist   | E. Turner 8   |
| M. Johnson 9  | Rimbalzi | E. Turner 11  |

| Arbitri: | John Vanak Hugh Evans |

|             |          |               |
| C. Natt 30  | Punti    | J. Worthy 28  |
| E. Turner 6 | Assist   | M. Johnson 15 |
| C. Natt 7   | Rimbalzi | M. Johnson 14 |

| Arbitri: | Darell Garretson Joey Crawford |

|                        |          |                    |
| C. Natt, A. English 28 | Punti    | K. Abdul-Jabbar 29 |
| E. Turner 10           | Assist   | M. Johnson 13      |
| C. Natt, A. English 8  | Rimbalzi | J. Worthy 13       |

| Arbitri: | Earl Strom Ed T. Rush |

|               |          |              |
| J. Worthy 25  | Punti    | W. Cooper 23 |
| M. Johnson 19 | Assist   | F. Lever 6   |
| M. Kupchak 10 | Rimbalzi | D. Schayes 9 |

PRECEDENTI IN REGULAR SEASON
| Regular Season 1984-85 | L.A. Lakers | 3 – 2                                                                                                  | Denver Nuggets | Referto 1 - Referto 2 - Referto 3 - Referto 4, Referto 5 |
| Los Angeles Lakers 130 Denver Nuggets 123 Los Angeles Lakers 124 Denver Nuggets 104 Los Angeles Lakers 148 Punti 146 Denver Nuggets 135 Los Angeles Lakers 126 Denver Nuggets 118 Los Angeles Lakers 119 Denver Nuggets |             | |                |                                                          |
| |             | |                |                                                          |
| Los Angeles Lakers 130 Denver Nuggets 123 Los Angeles Lakers 124 Denver Nuggets 104 Los Angeles Lakers 148 | Punti       | 146 Denver Nuggets 135 Los Angeles Lakers 126 Denver Nuggets 118 Los Angeles Lakers 119 Denver Nuggets |                |                                                          |

PRECEDENTI NEI PLAYOFF
|  | L.A. Lakers (1979) | 1 – 0 | Denver Nuggets |  |

## NBA Finals 1985
Da questa edizione lo schema delle partite della serie finale sarà 2-3-2. Questa schema verrà tenuto fino alle NBA Finals 2013

### Boston Celtics - Los Angeles Lakers
RISULTATO FINALE
|  | Boston Celtics | 2 – 4 | L.A. Lakers |  |

PRECEDENTI IN REGULAR SEASON
| Regular Season 1984-85                                                                    | Boston Celtics | 1 – 1                                     | L.A. Lakers | Referto 1 - Referto 2 |
| Boston Celtics 104 Los Angeles Lakers 117 Punti 102 Los Angeles Lakers 111 Boston Celtics |                |                                           |             |                       |
|                                                                                           |                |                                           |             |                       |
| Boston Celtics 104 Los Angeles Lakers 117                                                 | Punti          | 102 Los Angeles Lakers 111 Boston Celtics |             |                       |

PRECEDENTI NEI PLAYOFF
|  | Boston Celtics (1959, 1962, 1963, 1965, 1966, 1968, 1969, 1984) | 8 – 0 | L.A. Lakers |  |

#### Roster
| \| Pos. \| Num. \| Naz. \| Nome \| Altezza \| Peso \| Data nascita \| Provenienza \| \| ---- \| ---- \| ---- \| --------------- \| ------- \| ------ \| ------------ \| ------------- \| \| G/AP \| 44 \| \| Ainge, Danny \| 193 cm \| 79 kg \| 17-03-1959 \| Brigham Young \| \| A \| 33 \| \| Bird, Larry \| 206 cm \| 100 kg \| 07-12-1956 \| Indiana State \| \| G \| 28 \| \| Buckner, Quinn \| 191 cm \| 86 kg \| 20-08-1954 \| Indiana \| \| G \| 34 \| \| Carlisle, Rick \| 196 cm \| 95 kg \| 27-10-1959 \| Virginia \| \| G/AP \| 30 \| \| Carr, M.L. \| 198 cm \| 93 kg \| 09-01-1951 \| Guilford \| \| G \| 40 \| \| Clark, Carlos \| 193 cm \| 95 kg \| 20-08-1960 \| Mississippi \| \| G \| 3 \| \| Johnson, Dennis \| 193 cm \| 84 kg \| 18-09-1954 \| Pepperdine \| \| C \| 50 \| \| Kite, Greg \| 211 cm \| 113 kg \| 05-08-1961 \| Brigham Young \| \| A \| 31 \| \| Maxwell, Cedric \| 203 cm \| 93 kg \| 21-11-1955 \| Charlotte \| \| A/C \| 32 \| \| McHale, Kevin \| 208 cm \| 95 kg \| 19-12-1957 \| Minnesota \| \| C \| 0 \| \| Parish, Robert \| 213 cm \| 104 kg \| 30-08-1953 \| Centenary \| \| G/AP \| 8 \| \| Wedman, Scott \| 201 cm \| 98 kg \| 29-07-1952 \| Colorado \| \| G \| 20 \| \| Williams, Ray \| 191 cm \| 85 kg \| 14-10-1954 \| Minnesota \| | Allenatore - K.C. Jones Assistente/i - Jimmy Rodgers (Vice) - Chris Ford (Vice) - Ed Badger (Vice) - Ray Melchiorre (Preparatore atletico) Legenda - (C) Capitano - (FA) Free agent - (S) Sospeso - (TW) Contratto Two-way - (GL) Assegnato a squadra G League affiliata - Infortunato Roster • Transazioni · Ultima transazione: 30 giugno 1985 |                        |                 |         |        |              |               |
| Pos. | Num. | Naz.                   | Nome            | Altezza | Peso   | Data nascita | Provenienza   |
| G/AP | 44 | Stati Uniti (bandiera) | Ainge, Danny    | 193 cm  | 79 kg  | 17-03-1959   | Brigham Young |
| A | 33 | Stati Uniti (bandiera) | Bird, Larry     | 206 cm  | 100 kg | 07-12-1956   | Indiana State |
| G | 28 | Stati Uniti (bandiera) | Buckner, Quinn  | 191 cm  | 86 kg  | 20-08-1954   | Indiana       |
| G | 34 | Stati Uniti (bandiera) | Carlisle, Rick  | 196 cm  | 95 kg  | 27-10-1959   | Virginia      |
| G/AP | 30 | Stati Uniti (bandiera) | Carr, M.L.      | 198 cm  | 93 kg  | 09-01-1951   | Guilford      |
| G | 40 | Stati Uniti (bandiera) | Clark, Carlos   | 193 cm  | 95 kg  | 20-08-1960   | Mississippi   |
| G | 3 | Stati Uniti (bandiera) | Johnson, Dennis | 193 cm  | 84 kg  | 18-09-1954   | Pepperdine    |
| C | 50 | Stati Uniti (bandiera) | Kite, Greg      | 211 cm  | 113 kg | 05-08-1961   | Brigham Young |
| A | 31 | Stati Uniti (bandiera) | Maxwell, Cedric | 203 cm  | 93 kg  | 21-11-1955   | Charlotte     |
| A/C | 32 | Stati Uniti (bandiera) | McHale, Kevin   | 208 cm  | 95 kg  | 19-12-1957   | Minnesota     |
| C | 0 | Stati Uniti (bandiera) | Parish, Robert  | 213 cm  | 104 kg | 30-08-1953   | Centenary     |
| G/AP | 8 | Stati Uniti (bandiera) | Wedman, Scott   | 201 cm  | 98 kg  | 29-07-1952   | Colorado      |
| G | 20 | Stati Uniti (bandiera) | Williams, Ray   | 191 cm  | 85 kg  | 14-10-1954   | Minnesota     |

| \| Pos. \| Num. \| Naz. \| Nome \| Altezza \| Peso \| Data nascita \| Provenienza \| \| ---- \| ---- \| ---- \| -------------------- \| ------- \| ------ \| ------------ \| -------------------------------------- \| \| C \| 33 \| \| Abdul-Jabbar, Kareem \| 218 cm \| 102 kg \| 16-04-1947 \| UCLA \| \| G/AP \| 21 \| \| Cooper, Michael \| 196 cm \| 77 kg \| 15-04-1956 \| New Mexico \| \| G/AP \| 32 \| \| Johnson, Magic \| 203 cm \| 98 kg \| 14-08-1959 \| Michigan State \| \| C \| 1 \| \| Jones, Earl \| 213 cm \| 95 kg \| 13-01-1961 \| University of the District of Columbia \| \| A/C \| 25 \| \| Kupchak, Mitch \| 206 cm \| 104 kg \| 24-05-1954 \| North Carolina \| \| G \| 12 \| \| Lester, Ronnie \| 188 cm \| 79 kg \| 01-01-1959 \| Iowa \| \| A/C \| 11 \| \| McAdoo, Bob \| 206 cm \| 95 kg \| 25-09-1951 \| North Carolina \| \| G/AP \| 40 \| \| McGee, Mike \| 196 cm \| 86 kg \| 29-07-1959 \| Michigan \| \| C \| 43 \| \| Nevitt, Chuck \| 226 cm \| 98 kg \| 13-06-1959 \| North Carolina State \| \| A \| 31 \| \| Rambis, Kurt \| 203 cm \| 97 kg \| 25-02-1958 \| Santa Clara \| \| G \| 4 \| \| Scott, Byron \| 191 cm \| 88 kg \| 28-03-1961 \| Arizona State \| \| G \| 35 \| \| Spriggs, Larry \| 201 cm \| 104 kg \| 08-09-1959 \| Howard \| \| G/AP \| 52 \| \| Wilkes, Jamaal \| 198 cm \| 86 kg \| 02-05-1953 \| UCLA \| \| A/C \| 42 \| \| Worthy, James \| 206 cm \| 102 kg \| 27-02-1961 \| North Carolina \| | Allenatore - Pat Riley Assistente/i - Bill Bertka (Vice) - Dave Wohl (Vice) - Gary Vitti (Preparatore atletico) Legenda - (C) Capitano - (FA) Free agent - (S) Sospeso - (TW) Contratto Two-way - (GL) Assegnato a squadra G League affiliata - Infortunato Roster • Transazioni · Ultima transazione: 18 giugno 1985 |                        |                      |         |        |              |                                        |
| Pos. | Num. | Naz.                   | Nome                 | Altezza | Peso   | Data nascita | Provenienza                            |
| C | 33 | Stati Uniti (bandiera) | Abdul-Jabbar, Kareem | 218 cm  | 102 kg | 16-04-1947   | UCLA                                   |
| G/AP | 21 | Stati Uniti (bandiera) | Cooper, Michael      | 196 cm  | 77 kg  | 15-04-1956   | New Mexico                             |
| G/AP | 32 | Stati Uniti (bandiera) | Johnson, Magic       | 203 cm  | 98 kg  | 14-08-1959   | Michigan State                         |
| C | 1 | Stati Uniti (bandiera) | Jones, Earl          | 213 cm  | 95 kg  | 13-01-1961   | University of the District of Columbia |
| A/C | 25 | Stati Uniti (bandiera) | Kupchak, Mitch       | 206 cm  | 104 kg | 24-05-1954   | North Carolina                         |
| G | 12 | Stati Uniti (bandiera) | Lester, Ronnie       | 188 cm  | 79 kg  | 01-01-1959   | Iowa                                   |
| A/C | 11 | Stati Uniti (bandiera) | McAdoo, Bob          | 206 cm  | 95 kg  | 25-09-1951   | North Carolina                         |
| G/AP | 40 | Stati Uniti (bandiera) | McGee, Mike          | 196 cm  | 86 kg  | 29-07-1959   | Michigan                               |
| C | 43 | Stati Uniti (bandiera) | Nevitt, Chuck        | 226 cm  | 98 kg  | 13-06-1959   | North Carolina State                   |
| A | 31 | Stati Uniti (bandiera) | Rambis, Kurt         | 203 cm  | 97 kg  | 25-02-1958   | Santa Clara                            |
| G | 4 | Stati Uniti (bandiera) | Scott, Byron         | 191 cm  | 88 kg  | 28-03-1961   | Arizona State                          |
| G | 35 | Stati Uniti (bandiera) | Spriggs, Larry       | 201 cm  | 104 kg | 08-09-1959   | Howard                                 |
| G/AP | 52 | Stati Uniti (bandiera) | Wilkes, Jamaal       | 198 cm  | 86 kg  | 02-05-1953   | UCLA                                   |
| A/C | 42 | Stati Uniti (bandiera) | Worthy, James        | 206 cm  | 102 kg | 27-02-1961   | North Carolina                         |

#### Risultati
| Arbitri: | Darell Garretson Jess Kersey |

|                                                                                              |            |                                                                                                |
| K. McHale, S. Wedman 26                                                                      | Punti      | J. Worthy 20                                                                                   |
| D. Johnson 10                                                                                | Assist     | M. Johnson 12                                                                                  |
| K. McHale 9                                                                                  | Rimbalzi   | K. Rambis 9                                                                                    |
| Ainge, Bird, Johnson, McHale, Parish (Buckner, Carr, Clark, Kite, Maxwell, Wedman, Williams) | Formazioni | Abdul-Jabbar, Johnson, Rambis, Scott, Worthy (Cooper, Kupchak, Lester, McAdoo, McGee, Spriggs) |

| Arbitri: | Jake O'Donnell John Vanak |

|                                                                                 |            |                                                                                 |
| L. Bird 30                                                                      | Punti      | K. Abdul-Jabbar 30                                                              |
| D. Johnson 8                                                                    | Assist     | M. Johnson 13                                                                   |
| L. Bird 12                                                                      | Rimbalzi   | K. Abdul-Jabbar 17                                                              |
| Ainge, Bird, Johnson, McHale, Parish (Buckner, Kite, Maxwell, Wedman, Williams) | Formazioni | Abdul-Jabbar, Johnson, Rambis, Scott, Worthy (Cooper, Kupchak, McAdoo, Spriggs) |

| Arbitri: | Hugh Evans Earl Strom |

| |            |                                                                                              |
| J. Worthy 29                                                                                           | Punti      | K. McHale 31                                                                                 |
| M. Johnson 16                                                                                          | Assist     | D. Ainge 10                                                                                  |
| K. Abdul-Jabbar 14                                                                                     | Rimbalzi   | K. McHale 10                                                                                 |
| Abdul-Jabbar, Johnson, Rambis, Scott, Worthy (Cooper, Kupchak, Lester, McAdoo, McGee, Nevitt, Spriggs) | Formazioni | Ainge, Bird, Johnson, McHale, Parish (Buckner, Carr, Clark, Kite, Maxwell, Wedman, Williams) |

| Arbitri: | Ed T. Rush John Vanak |

|                                                                                 |            |                                                                                       |
| K. Abdul-Jabbar 21                                                              | Punti      | K. McHale 28                                                                          |
| M. Johnson 12                                                                   | Assist     | D. Johnson 12                                                                         |
| M. Johnson 11                                                                   | Rimbalzi   | K. McHale 12                                                                          |
| Abdul-Jabbar, Johnson, Rambis, Scott, Worthy (Cooper, Kupchak, McAdoo, Spriggs) | Formazioni | Ainge, Bird, Johnson, McHale, Parish (Buckner, Carr, Kite, Maxwell, Wedman, Williams) |

| Arbitri: | Darell Garretson Jake O'Donnell |

|                                                                               |            |                                                        |
| K. Abdul-Jabbar 36                                                            | Punti      | R. Parish 26                                           |
| M. Johnson 17                                                                 | Assist     | D. Johnson 17                                          |
| K. Rambis 9                                                                   | Rimbalzi   | K. McHale 10                                           |
| Abdul-Jabbar, Johnson, Rambis, Scott, Worthy (Cooper, Kupchak, McAdoo, McGee) | Formazioni | Ainge, Bird, Johnson, McHale, Parish (Maxwell, Wedman) |

| Arbitri: | Hugh Evans Earl Strom |

|                                                     |            |                                                                               |
| K. McHale 32                                        | Punti      | K. Abdul-Jabbar 29                                                            |
| D. Ainge 11                                         | Assist     | M. Johnson 14                                                                 |
| K. McHale 16                                        | Rimbalzi   | M. Johnson, K. Rambis 10                                                      |
| Ainge, Bird, Johnson, McHale, Parish (Kite, Wedman) | Formazioni | Abdul-Jabbar, Johnson, Rambis, Scott, Worthy (Cooper, Kupchak, McAdoo, McGee) |

| Campione NBA 1985            |
| ---------------------------- |
| Los Angeles Lakers 9º titolo |

#### Hall of famer
| NBA Finals | Atleta              | Squadra        | Anno |            |
| ---------- | ------------------- | -------------- | ---- | ---------- |
| Giocatore  | Larry Bird          | Boston Celtics | 1998 | Giocatore  |
| Giocatore  | Dennis Johnson      | Boston Celtics | 2010 | Giocatore  |
| Giocatore  | Kevin McHale        | Boston Celtics | 1999 | Giocatore  |
| Giocatore  | Robert Parish       | Boston Celtics | 2003 | Giocatore  |
| Allenatore | K.C. Jones          | Boston Celtics | 1989 | Giocatore  |
| Giocatore  | Kareem Abdul-Jabbar | L.A. Lakers    | 1995 | Giocatore  |
| Giocatore  | Magic Johnson       | L.A. Lakers    | 2002 | Giocatore  |
| Giocatore  | Bob McAdoo          | L.A. Lakers    | 2000 | Giocatore  |
| Giocatore  | Jamaal Wilkes       | L.A. Lakers    | 2012 | Giocatore  |
| Giocatore  | James Worthy        | L.A. Lakers    | 2003 | Giocatore  |
| Giocatore  | Michael Cooper      | L.A. Lakers    | 2024 | Giocatore  |
| Allenatore | Pat Riley           | L.A. Lakers    | 2008 | Allenatore |

#### MVP delle Finali
- #33 Kareem Abdul-Jabbar, Los Angeles Lakers.

## Squadra vincitrice

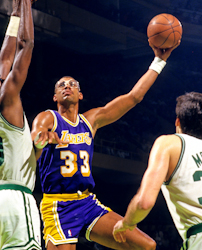
1. 33 Kareem Abdul-Jabbar, Los Angeles Lakers.

| N° | Naz.                   | Ruolo | Sportivo            |  | Alt. |  |
| -- | ---------------------- | ----- | ------------------- |  | ---- |  |
| 4  | Stati Uniti (bandiera) | G     | Byron Scott         |  | 191  |  |
| 11 | Stati Uniti (bandiera) | AG    | Bob McAdoo          |  | 206  |  |
| 12 | Stati Uniti (bandiera) | P     | Ronnie Lester       |  | 188  |  |
| 21 | Stati Uniti (bandiera) | G     | Michael Cooper      |  | 196  |  |
| 25 | Stati Uniti (bandiera) | AG    | Mitch Kupchak       |  | 206  |  |
| 31 | Stati Uniti (bandiera) | AG    | Kurt Rambis         |  | 203  |  |
| 32 | Stati Uniti (bandiera) | P     | Magic Johnson       |  | 206  |  |
| 33 | Stati Uniti (bandiera) | C     | Kareem Abdul-Jabbar |  | 218  |  |
| 35 | Stati Uniti (bandiera) | AP    | Larry Spriggs       |  | 201  |  |
| 40 | Stati Uniti (bandiera) | G     | Mike McGee          |  | 196  |  |
| 42 | Stati Uniti (bandiera) | AP    | James Worthy        |  | 206  |  |
| 43 | Stati Uniti (bandiera) | C     | Chuck Nevitt        |  | 226  |  |
| 52 | Stati Uniti (bandiera) | AP    | Jamaal Wilkes       |  | 198  |  |
|    | Stati Uniti (bandiera) | All.  | Pat Riley           |  |      |  |

## Statistiche
Aggiornate al 23 agosto 2021.
| Categoria | Singola prestazione         | Singola prestazione             | Singola prestazione | Media            | Media            | Media | Media |
| Categoria | Giocatore                   | Squadra                         | Max                 | Giocatore        | Squadra          | Media | PG    |
| --------- | --------------------------- | ------------------------------- | ------------------- | ---------------- | ---------------- | ----- | ----- |
| Punti     | Larry Bird Rolando Blackman | Boston Celtics Dallas Mavericks | 43                  | Rolando Blackman | Dallas Mavericks | 32,8  | 4     |
| Rimbalzi  | Ralph Sampson               | Houston Rockets                 | 24                  | Ralph Sampson    | Houston Rockets  | 16,6  | 5     |
| Assist    | Magic Johnson               | L.A. Lakers                     | 23                  | Magic Johnson    | L.A. Lakers      | 15,2  | 19    |